# قطعنامه ۲۳۶ شورای امنیت
قطعنامه  ۲۳۶ شورای امنیت سازمان ملل متحد که در تاریخ ۱۱ ژوئن ۱۹۶۷ تصویب شد، سندی بین‌المللی دربارهٔ وضعیت خاورمیانه است. این قطعنامه طی نشست ۱۳۵۷ام 
با ۱۵ موافق،۰ مخالف و۰ ممتنع تصویب شد.